# Ville de Tokyo
Cet article est consacré à la ville historique de Tokyo et non à l'actuelle métropole de Tokyo.

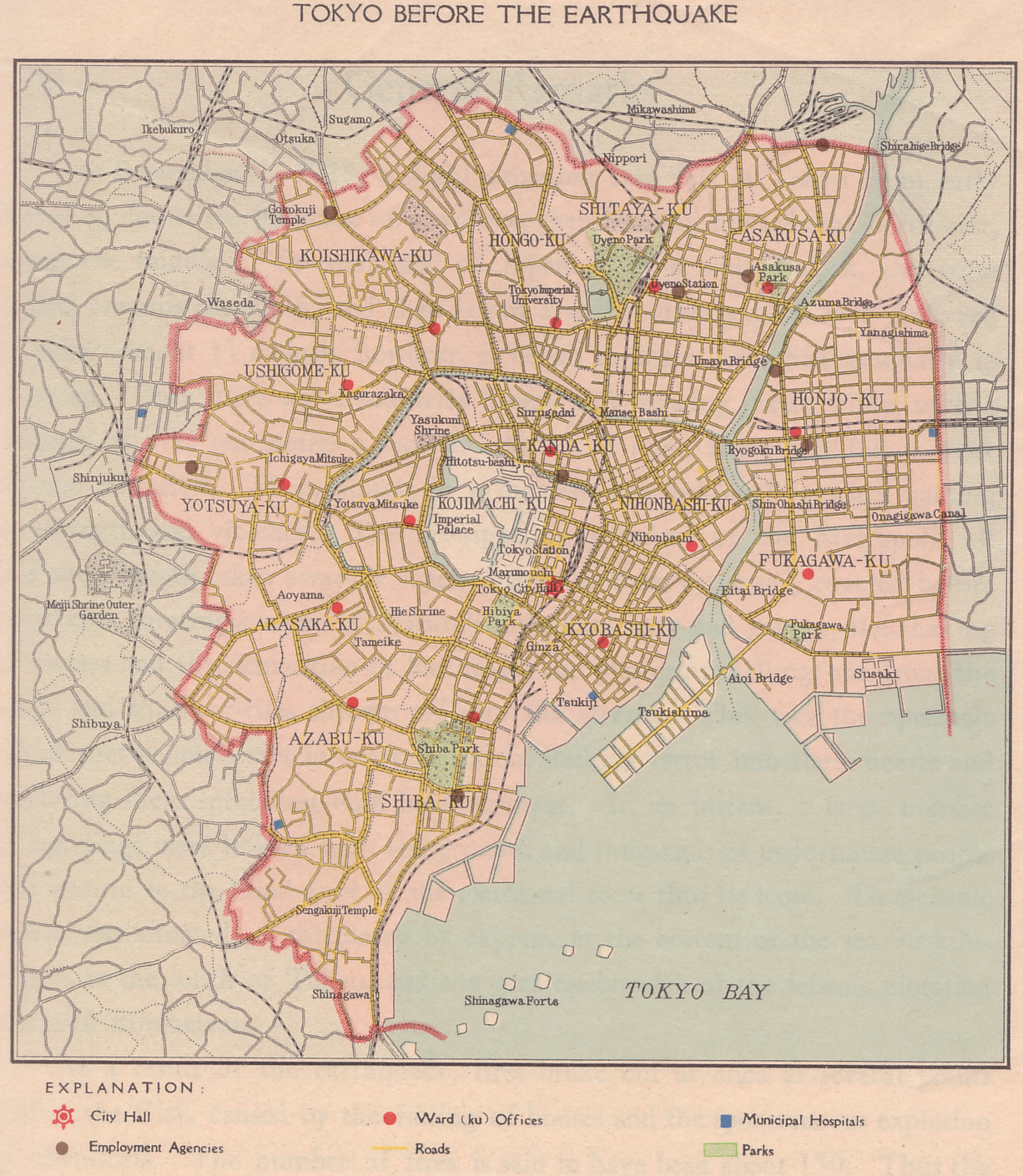
Plan de la ville de Tokyo avant le séisme de 1923 de Kantō.

La ville de Tokyo (東京市, Tōkyō-shi) est une ancienne ville du Japon qui faisait partie de la préfecture de Tokyo (東京府, Tōkyō-fu) de sa création le 1er mai 1889 à sa fusion avec cette préfecture le 1er juillet 1943. Les limites historiques de la ville de Tokyo sont à présent occupées par les 23 arrondissements spéciaux de Tokyo. La nouvelle administration fusionnée est devenue ce qui est maintenant le Tokyo moderne, également appelé « métropole de Tokyo », ou de façon un peu ambiguë, la « préfecture de Tokyo ».

## Histoire
En 1868, la cité médiévale d'Edo, siège du gouvernement des Tokugawa, est renommée Tokyo et les bureaux de la préfecture de Tokyo sont créés. L'étendue de la préfecture de Tokyo est initialement limitée à l'ancienne ville d'Edo, mais s'étend rapidement pour être comparable à l'actuelle métropole de Tokyo. En 1878, la réorganisation par le gouvernement de Meiji des gouvernements locaux subdivise les préfectures en comtés ou districts, subdivisées encore en bourgs et en villages, plus tard réorganisées de façon similaire aux districts de Prusse, en districts ou arrondissements (区, ku), système qui s'applique dans leur ensemble à toutes les villes des préfectures ordinaires, par exemple l'actuelle ville de Hiroshima s'appelait alors Hiroshima-ku ; les trois grandes villes de Tokyo, Osaka et Kyoto sont chacune subdivisées en plusieurs de ces arrondissements. Il en résulte la création de 15 arrondissements dans la préfecture de Tokyo, (voir la liste ci-dessous) et six comtés/districts.
En 1888, le gouvernement central crée le cadre juridique du système actuel des villes qui accorde certains droits fondamentaux d'autonomie locale — ayant quelques similitudes avec le système d'autonomie locale prussien, conséquence de la forte influence d'Albert Mosse, le conseiller du gouvernement Meiji, sur l'organisation des gouvernements locaux. Mais en vertu d'une réglementation impériale spéciale, la ville de Tokyo, comme les villes d'Osaka et de Kyoto, ne conservent initialement pas de maire indépendant. À la place, le gouverneur (nommé) de la préfecture de Tokyo est maire de la ville de Tokyo. Le conseil communal/assemblée de Tokyo (東京市会, Tōkyō-shikai) est élu pour la première fois en 1889. Chaque arrondissement conserve également sa propre assemblée. Les gouvernements municipaux et préfectoraux sont séparés en 1898, et le gouvernement commence à nommer un maire autonome pour la ville de Tokyo dès cette même année 1898. Il conserve néanmoins une législation au niveau de l'arrondissement, qui perdure aujourd'hui encore dans le système d'arrondissement spécial de Tokyo. À partir de 1926, le maire est élu par le conseil/assemblée municipal(e) élu(e) à partir de ses propres rangs. L'hôtel de ville de Tokyo est située dans le district Yūrakuchō, à un emplacement à présent occupé par le Tokyo International Forum.
Tokyo devient la deuxième plus grande ville du monde, avec une population de 4,9 millions d'habitants, à la suite de l'absorption de plusieurs arrondissements périphériques en juillet 1932, donnant à la ville un total de trente-cinq arrondissements.
En 1943, la ville est supprimée et fusionnée avec la préfecture de Tokyo pour former le gouvernement métropolitain de Tokyo, qui est fonctionnellement une partie de l'administration centrale du Japon : le gouverneur de Tokyo devient ministre du cabinet du Japon qui relève directement du premier ministre. Ce système reste en vigueur jusqu'en 1947, lorsque la structure actuelle du gouvernement métropolitain de Tokyo est créée.

## Arrondissements
| 1889 - 1920 (15 arrondissements) | 1889 - 1920 (15 arrondissements) | 1920 - 1932 (15 arrondissements) | 1920 - 1932 (15 arrondissements) | 1932 - 1936 (35 arrondissements) | 1936 - 1947 (35 arrondissements) | 23 arrondissements spéciaux de la métropole de Tokyo |
| -------------------------------- | -------------------------------- | -------------------------------- | -------------------------------- | -------------------------------- | -------------------------------- | ---------------------------------------------------- |